# Guemesia
Guemesia – rodzaj teropoda z rodziny abelizaurów. Został on nazwany na cześć Martína Miguela de Güemesa, którego dwustulecie śmierci przypadało w 2021 roku (rok przed opisaniem tego rodzaju). Jest to jeden z najmniejszych abelizaurów znanych nauce. Jedynym gatunkiem należącym do tego rodzaju jest Guemesia ochoai.